# Resolutie 378 Veiligheidsraad Verenigde Naties
Resolutie 378 van de Veiligheidsraad van de Verenigde Naties werd aangenomen op 23 oktober 1975 door dertien leden en zonder de
stem van China en Irak. De resolutie verlengde de UNEF II-vredesmacht in de Sinaï met een jaar.

## Achtergrond
Na de Jom Kipoeroorlog twee jaar voor deze resolutie, werd een interventiemacht gestationeerd in de Sinaï, dat tijdens de oorlog door Israël was bezet. De Veiligheidsraad had opgeroepen tot onderhandelingen om een duurzame vrede te bereiken in de regio. In 1979 sloten Israël en Egypte een vredesverdrag en in 1982 trok Israël zich terug uit de Sinaï.

## Inhoud
De Veiligheidsraad:
- Herinnert aan de resoluties 338, 340, 341, 346, 362, 368 en 371.
- Heeft het rapport van secretaris-generaal Kurt Waldheim over de VN-interventiemacht overwogen.
- Heeft de ontwikkelingen in het Midden-Oosten opgemerkt.
- Neemt verder akte van het standpunt van de secretaris-generaal dat een verslapping in de zoektocht naar een akkoord gevaarlijk is en zijn hoop op een inspanning om het probleem in al zijn aspecten aan te pakken door de rust te bewaren en een omvangrijk akkoord te sluiten.

1. Beslist:
a. Alle partijen op te roepen onmiddellijk resolutie 338 uit te voeren.
b. Het mandaat van de VN-interventiemacht met één jaar te verlengen, tot 24 oktober 1976.
c. De secretaris-generaal tegen dan een rapport te vragen over de ontwikkelingen en de genomen stappen om resolutie 338 uit te voeren.
2. Vertrouwt erop dat de macht met een maximale (kosten)efficiëntie wordt onderhouden.

## Verwante resoluties
- Resolutie 369 Veiligheidsraad Verenigde Naties
- Resolutie 371 Veiligheidsraad Verenigde Naties
- Resolutie 381 Veiligheidsraad Verenigde Naties
- Resolutie 390 Veiligheidsraad Verenigde Naties

Lijst ·  367 ·  368 ·  369 ·  370 ·  371 ·  372 ·  373 ·  374 ·  375 ·  376 ·  377 ·  378 ·  379 ·  380 ·  381 ·  382 ·  383 ·  384